# ۱۵ بره
۱۵ بره یک ستاره است که در صورت فلکی برج حمل قرار دارد.